# 華裔英國人
华裔英国人或稱英籍華人，是指具有華裔血統的英国人，在英国出生的华裔英国人常被稱為BBC（British Born Chinese）。英國華人则不限定為华裔英国人，还包括居住在英国而不具有英国国籍的华人。
根据英国政府统计，大部分華裔英國人或其祖辈都是從以前的英國海外領土（包括马来西亚、新加坡、香港、澳大利亚和新西兰等）移民到英國的。

## 历史
虽然中英两国的贸易最早可以追溯到罗马时代，但第一批永久定居于英的华人是在19世纪初抵達的。当时主要在一些港口城市，比如伦敦的莱姆豪斯区和利物浦。
1940年代至1960年代英国出现了最大的一次华人移民潮，当时移民潮的主流是来自香港及广东省的农民工。他们来到英国的目的是填补当时第二次世界大战战后劳动力短缺的状况。后来中餐在英国的逐渐流行，也使得华人饮食业出现增长，尤其是餐馆和外卖店。这使得很多「唐人街」在英国主要城市建立起来，在这些区域越来越大的定居人群中，饭馆仍然是主要的营生手段。
1962年《英联邦移民法案》的出台为英国殖民地或前殖民地的移民活动设置了障碍，而且在后来的几届政府里移民政策又继续不断的紧缩，然而一直到1970年代末还是有相当数量的华人移民来到英国，有些是已经定居华人的亲属，有些则是有资质的技术工人。今天很大比例的華裔英國人正是这批战后移民的第二或第三代后裔。
1981年《英国国籍法案》剥夺了持英國属土公民護照人士的居英权，这一颇具争议的措施被指是为给1997年香港主權移交中国作准备。
1989年六四事件之后，为了维持香港的信心和减轻大量有才能的居民移出香港潮，英国政府计划给予部分香港市民英国公民的待遇。在《1990年英國國籍（香港）法令》（British Nationality (Hong Kong) Act 1990）颁布，英国政府批准给予5萬个「对香港未来很重要」的香港家庭英国公民身份，常被稱為居英權計劃。
2000年代初有多宗来自中国大陆的非法劳工进入英国的事件，这些人支付蛇头一大笔钱以便偷渡到西方国家。基于历史和社会原因，相当大部分的非法劳工来自福建省。很多人被犯罪集团作为非法的廉价劳工雇佣（通常在农业领域）。其中2000年，58名华人在多佛的一辆卡车上被发现窒息而死。2004年2月，23名华人劳工因为在英格兰的莫克姆湾拾贝时遭遇涨潮而遇难。

## 人口和語言

### 总体訊息
根據2001年英国人口普查，有247,403名华裔居住在英国，占全国人口0.4%、占少数族裔人口的5.3%。在英国，「亚裔人」（Asian）和「华裔」（Chinese）在人口统计上是区分开的；「亚洲人」通常指印度人、巴基斯坦人、孟加拉国人和斯里兰卡人。
2006年，英国统计局根据2001年人口普查数据发布关注少数族裔的报告，其中华裔的相关数据有：
| 总人口   | 500,000 |
| 地理分布 | 33%华裔英国人居住在伦敦，13.6%居住在东南部，11.1%居住在西北部。                                                                     |
| 出生地   | 英屬香港：29%，英格兰：25%，中國大陸：19%，马来西亚：8%，越南：4%，新加坡：3%，苏格兰：2.4%，臺灣：2%，威尔士：0.9%，北爱尔兰：0.1% |
| 职业     | 在所有少数族裔中，华裔拥有的学生比例最高（大约三分之一），而日常手工业者最少（17%）。                                               |

### 地區分佈和祖籍
絕大多數華裔英國人是廣府人、客家人和福州人，少部分為潮州人、海南人、溫州人與臺灣人。与其他少数族裔不同，在英国的华裔沒有大規模集中聚居於某一城市。但相对来说，以下城市的华裔人口较多：
- 伯明翰
- 布赖顿
- 剑桥
- 利物浦：二战之前，最初的唐人街位于皮特街（Pitt Street）附近。现在的利物浦唐人街位于市中心的伯利街（Berry Street）和杜克街（Duke Street）。在中国上海建造的典礼拱门（The Ceremonial Archway）位于唐人街的核心位置。
- 伦敦：除了商业区唐人街，大部分华裔居住在郊区，尤其是北伦敦和科林达（Colindale）
- 爱丁堡：华裔在所有少数族群中占比例最高。
- 曼彻斯特
- 格拉斯哥
- 米尔顿凯恩斯（Milton Keynes）
- 斯旺西（Swansea）
- 在北爱尔兰，即便华裔人口相对来说较小（约10,000人），但它在非白人少数族裔中仍占最大比例。

### 語言
根據www.ethnologue.com網站，粵語為华裔英国人主要的語言（約44,400人），說官話（包括現代標準漢語）有12,000人，說客家話有10,000人，而以英語為母語或第二語言的华裔英国人為未知數。

### 其他情况
约20%，亦即约5萬名的华裔英国人现在在法律、医药等行业就职。2002年，华裔學生在英國中學會考中所取得的成绩是所有族裔中最好的，紧随的是印度裔及白人。华裔持有大學文憑，或从事高级管理和專業领域的人数的比重一般要比其他英国人大。
相反，华裔是全英缺乏专业或学术资格比例第三高的群体（20%），华裔男性的無經濟活動（economic inactivity）比例最低，为35%。与加勒比黑人或南亚裔英国人不同的是，有名的华裔政治家、演员和运动员数量极其少，而著名音乐家陈美（Vanessa Mae）则是其中一个特例。
華裔英國人可被稱為在英國上下最支持留歐的群體之一，民調顯示，有大約70%參與英國去留歐盟公投的华裔英国人投了留歐的票（高於總人口中48%投留歐的比例）。但華裔英國人在英国主流政治阶层上并不活跃，这也与华人的文化与地区分布有关，華裔英國人在英国并不聚居，而是分散在全国各地，使得组织动员工作有一定困难。

## 著名华裔英国人

### 情報界
- 袁松彪，香港駐倫敦經濟貿易辦事處行政經理，前香港警務處警司[9]。

### 政界
- 曾秋坤勳爵，MBE（Michael Chew Koon Chan，Baron Chan），英国上议院议员，利物浦大學臨床醫學高級講師，兒科顧問醫生
- 韋鳴恩勳爵（Nat Wei, Baron Wei），社會企業工作者，上議院議員，2010年至2011年任英政府大社會計劃顧問
- 艾倫·麥，英國國會首位華裔及香港裔議員。
- 陳美麗（英语：Sarah Owen）[10][11]，英國下議院首位女性華裔國會議員及工黨首位東亞裔女性議員。
- 吳兆康，首位曾於香港區議會擔任區議員的禾京咸自治市鎮議會（英语：Wokingham Borough Council）議員。

### 艺术与设计
- 周仰杰，OBE（Jimmy Choo），鞋设计师（1961年出生於马来西亚槟城一個鞋匠世家）
- 溫嘉勤（Tommy Ga-Ken Wan），摄影师
- 溫國興（英语：Gok Wan），服裝設計師，在BBC第四台,主持一個教授對自己的身段不滿意的女性怎樣打扮的節目裸出好身材（英语：How to Look Good Naked）
- John Rocha，设计师，半华人血统
- Dan Chung，衛報攝影記者

### 娱乐界
- 贵智 （Kwai Chi），演员
- 郭弼（Burt Kwouk），演员
- David Yip，演员
- Lisa Scott-Lee，歌手，半华裔血统
- KT Tunstall，歌手、歌曲作者，半华裔血统
- Alexa Chung，电视主持人，半华裔血统
- Pui Fan Lee（英语：Pui Fan Lee），演员、兒童電影
- 張鐵林，中國大陸演員
- 司徒嘉偉，作曲家，填詞人
- 謝嘉怡（Lisa Marie Tse)，華蘇混血兒，二零二零年香港小姐冠軍得主.
- 梁佩詩，生於蘇格蘭的香港第二代女演員

### 饮食界
- 丘德威 ，餐饮业者，英国著名餐厅Wagamama、Hakkasan（英语：Hakkasan）和Yauatcha（英语：Yauatcha）的创立者
- Nancy Lam（英语：Nancy Lam），餐饮业者 厨师
- 林建邦 ，餐饮业者，香港「榮華飲食集團」创立者

### 音乐界
- 陈美（Vanessa Mae），小提琴演奏家
- Sarah Chi Shang Liew，音乐家
- Liz Chi Yen，音乐家
- Reuben Wu，乐队Ladytron成员

### 文学界
- 毛翔青（Timothy Mo），作家
- Benjamin Yeoh，剧作家
- 张戎 （Jung Chang），作家

### 学术界
- Kevin Fong，太空医学的专家及该领域权威
- Stephen Chan，伦敦大学国际关系系教授，亚非学院法律及社科专业院长

### 体育界
- Rory Underwood和Tony Underwood，前英式橄榄球联盟成员，半华裔血统。
- 泰亚斯·布朗宁，中文名蒋光太，足球运动员，外祖父为中国人。已加入中国国籍。

## 参見
- 海外華人
- 美籍華人
- 唐人街